# Manufacture de fer-blanc de Beaumont
La manufacture de fer blanc de Beaumont se trouve à Beaumont-la-Ferrière.

## Historique
En 1665, Louis Le Vau achète les terres et le château de Beaumont qu'il reconstruit et à côté duquel il installe une manufacture de fer blanc. 
Le roi Louis XIV rachète la manufacture à la mort de Le Vau.
En 1672, l'usine utilise des fontes du haut-fourneau de Raveau. 
Vendue et transformée en grosse forge, en fenderie et en fabrique de limes, elle est acquise par Pierre Babaud de la Chaussade en 1783. C’est alors une des plus importantes usines de la Nièvre, produisant 250 tonnes de fer. 
Elle passe ensuite à son fils, Babaud de Villemenant, qui s'en occupe jusqu'à sa confiscation comme bien national.

## Protection
Elle fait l'objet d'une inscription à l'inventaire des monuments historiques.